# Namibleeuwerik
De namibleeuwerik (Ammomanopsis grayi; synoniem: Ammomanes grayi) is een zangvogel uit de familie Alaudidae (leeuweriken). Deze vogel is genoemd naar de Britse zoöloog George Robert Gray.

## Verspreiding en leefgebied
Deze soort komt voor in zuidwestelijk Afrika en telt twee ondersoorten:
- A. g. hoeschi: noordwestelijk Namibië en zuidwestelijk Angola.
- A. g. grayi: centraal-westelijk en zuidwestelijk Namibië.

## Status
De grootte van de populatie is niet gekwantificeerd maar de soort wordt omschreven als plaatselijk algemeen. Op de Rode lijst van de IUCN heeft deze soort de status niet bedreigd.